# Desperately Seeking Susan
Desperately Seeking Susan is een Amerikaanse romantische komedie uit 1985 onder regie van Susan Seidelman. Het was de eerste avondvullende film waarin zangeres Madonna een hoofdrol speelde. 
Bijrolspeelster Rosanna Arquette won voor het spelen van Roberta Glass een BAFTA Award en werd tevens genomineerd voor een Golden Globe. De film zelf werd genomineerd voor een César in de categorie 'beste buitenlandse rolprent'.
Madonna maakte voor deze film het nummer Into The Groove.

## Rolverdeling
| Acteur           | Personage     |
| ---------------- | ------------- |
| Rosanna Arquette | Roberta Glass |
| Madonna          | Susan         |
| Aidan Quinn      | Dez           |
| Mark Blum        | Gary Glass    |
| Laurie Metcalf   | Leslie Glass  |
| Robert Joy       | Jim           |
| Anna Levine      | Crystal       |
| Will Patton      | Wayne Nolan   |
| Peter Maloney    | Ian           |